# Raspall de dents elèctric

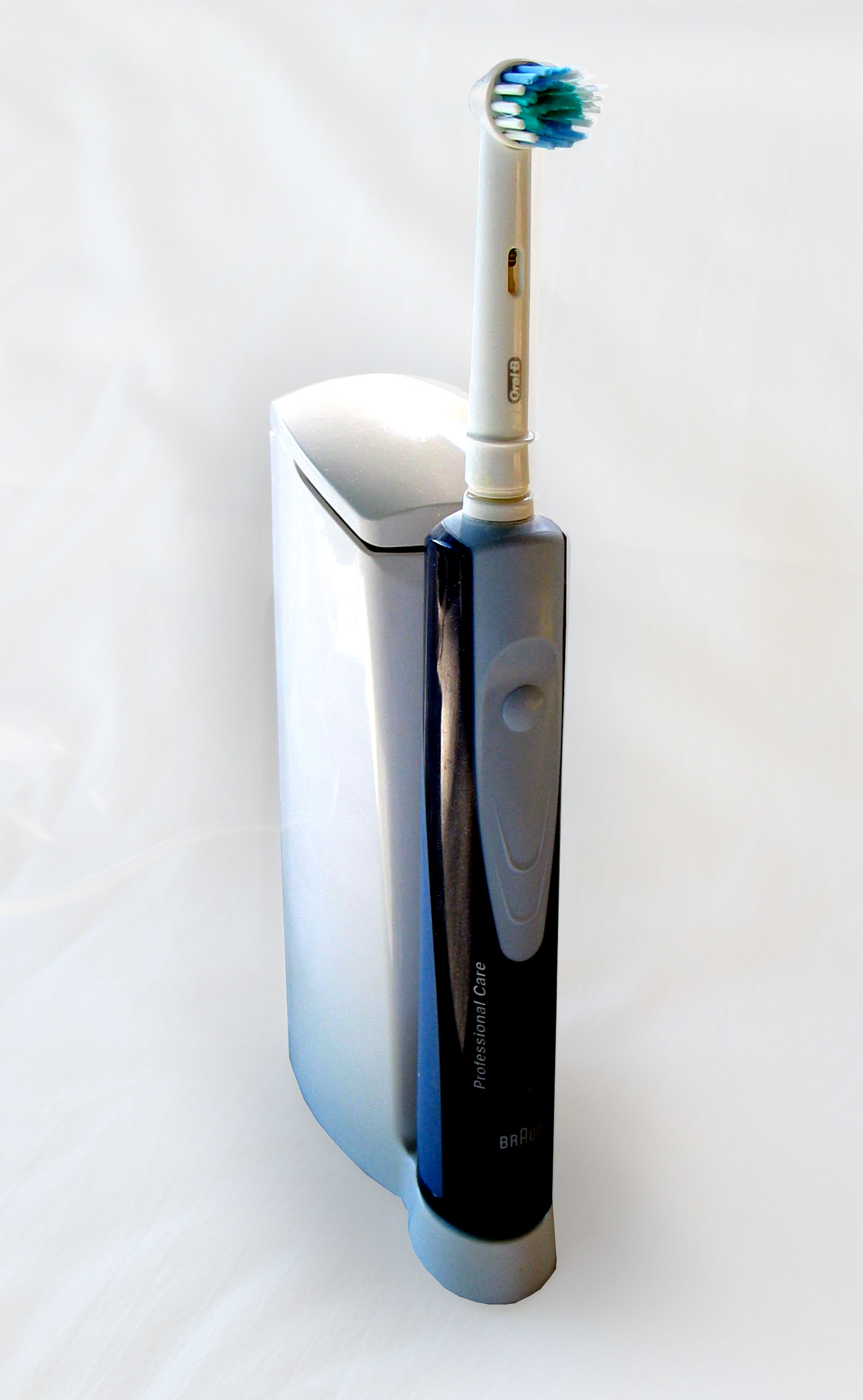
Raspall de dents elèctric

El raspall de dents elèctric és un raspall de dents que, gràcies a una bateria o connexió directa al corrent elèctric, oscil·la i vibra per ajudar a rentar les dents amb més profunditat. Va ser inventat el 1954 per Philippe-Guy Woog però no es va popularitzar fins anys després. La majoria de models compten amb diversos modes, on varia la velocitat de moviment de les fibres del raspall. Alguns compten també amb temporitzador i mode d'autorentat. El seu ús no s'ha demostrat més efectiu que el raspallat manual si aquest s'efectua com cal.